# Lire de Lucques
La lire de Lucques est une unité monétaire émise jusqu'en 1800 par la république de Lucques et entre 1826 et 1847 par le duché de Lucques. 
Elle est subdivisée en 20 soldi de 3 quattrini ou 12 denari chacun. 

## Sources
- (en) Chester Krause et Clifford Mishler, Standard Catalog of World Coins : 1801–1991 (18th ed.), Krause Publications, 1991.

- (it) Eupremio Montenegro, Manuale del collezionista di monete italiane : 29ª ed., Edizioni Montenegro, 2008.